# 이리시 (1950년 선거구)
이리시는 대한민국의 옛 국회의원 선거구이다. 당시 전라북도 이리시 지역을 관할했다.

## 역사
1949년 8월, 이리부가 이리시로 개칭되었다. 이에 제2대 국회의원 선거를 앞두고 이리부 선거구가 이리시 선거구로 개편되었다.
제6대 국회의원 선거를 앞두고 익산군 갑, 익산군 을 선거구와 통합되어 이리시·익산군 선거구를 이루게 됨에 따라 폐지되었다.

## 역대 국회의원
| 선거   | 정당 | 정당   | 의원   |
| ------ | ---- | ------ | ------ |
| 1950년 |      | 무소속 | 이춘기 |
| 1954년 |      | 자유당 | 김춘호 |
| 1958년 |      | 자유당 | 김원중 |
| 1960년 |      | 민주당 | 이춘기 |

## 역대 선거 결과

### 대한민국 제2대 국회의원 선거
|  | 26.41% |

|  | 21.85% |

|  | 12.81% |

|  | 9.56% |

|  | 7.88% |

|  | 6.15% |

|  | 3.20% |

|  | 2.73% |

|  | 2.45% |

|  | 1.71% |

|  | 1.41% |

|  | 1.28% |

|  | 1.26% |

|  | 1.22% |

|  | 0% |

### 대한민국 제3대 국회의원 선거
|  | 33.56% |

|  | 33.39% |

|  | 17.34% |

|  | 11.07% |

|  | 4.62% |

|  | 0% |

### 대한민국 제4대 국회의원 선거
|  | 36.80% |

|  | 33.42% |

|  | 24.41% |

|  | 5.35% |

### 대한민국 제5대 국회의원 선거
|  | 50.81% |

|  | 24.65% |

|  | 10.08% |

|  | 7.56% |

|  | 6.87% |